# گابریل تورژه
گابریل تورژه (رومانیایی: Gabriel Torje؛ زادهٔ ۲۲ نوامبر ۱۹۸۹) یک بازیکن فوتبال اهل رومانی است که اکنون در پست هافبک برای تیم ترک گروزنی بازی می‌کند.
از باشگاه‌هایی که در آن بازی کرده‌است می‌توان به دینامو بخارست، اودینزه، گرانادا و اسپانیول اشاره کرد.
وی همچنین در تیم ملی فوتبال رومانی بازی کرده‌است.